# Renia mortualis
Renia mortualis là một loài bướm đêm thuộc họ Noctuidae. Nó được tìm thấy ở Bắc Mỹ, tại dãy núi Huachuca của Arizona.